# Eparchia Matki Boskiej Libańskiej w Los Angeles
Eparchia Matki Boskiej Libańskiej w Los Angeles (ang. Eparchy of Our Lady of Lebanon of Los Angeles, łac. Eparchia Dominae Nostrae Libanensis in civitate Angelorum in California Maronitarum) – eparchia Kościoła maronickiego w Stanach Zjednoczonych, obejmująca wiernych w zachodniej części kraju. Została erygowana 19 lutego 1994 roku i podlega bezpośrednio maronickiemu patriarsze Antiochii, zwierzchnikowi całego Kościoła maronickiego. 